# Bodo III de Stolberg-Wernigerode
El conde Bodo III de Stolberg-Wernigerode (apodado el Dichoso; 4 de enero de 1467 - 22 de junio de 1538) fue un conde de Stolberg y Hohnstein, y señor de Wernigerode desde 1511 hasta su muerte.

## Biografía
Nació en Stolberg, siendo hijo del Conde Enrique IX "el Viejo" de Stolberg y su primera esposa Matilda, hija del Conde Volrad de Mansfeld. Tenía un hermano gemelo, Enrique el Joven.
Bodo pasó parte de su juventud en el sur de Alemania, donde fue criado en la corte del Conde, después Duque Everardo II de Wurtemberg, el hermano de su madrastra. Después de proporcionar servicios caballerescos por varios años, realizó un viaje a Jerusalén desde el 16 de abril de 1493 hasta el 9 de febrero de 1494.
Era un habilidoso diplomático. En 1491 y 1492, la situación financiera en Stolberg necesitaba una extraordinaria transformación de la administración, en donde la responsabilidad por las finanzas del condado fueron transferidas a un Tesorero y la administración fue dirigida por funcionarios educados. Debido a que era un administrador y negociador capaz, fue empleado por el emperador, así como por sus señores y grandes propietarios. Algunas veces actuaba de forma temporal, a veces se le daban algunos negocios. El primero en emplearlo fue el Duque Jorge de Sajonia, con quien sirvió como capitán en Coburgo. Jorge amplió sus demandas más allá de lo que era normalmente esperable de un vasallo y envió a Bodo a la Dieta y a otras misiones inusuales.
La significación histórica de Bodo, sin embargo, no radica en ningún servicio específico que hiciera a ningún príncipe en particular, sino principalmente por su relación con el mayor prelado del imperio: el cardenal Alberto, quien era arzobispo de Magdeburgo y Maguncia. Desde 1515 hasta su muerte, fue el consejero del Cardenal o chambelán para las diócesis de Magdeburgo y Halberstadt, es decir, representaba al Cardenal, o actuaba en nombre del Cardenal en muchas materias de variada significación confiadas por el Cardenal. Cuando se confrontó con la Reforma, el conde siguió su naturaleza y la de su maestro, y actuó mayormente suave y conciliador. Bodo disfrutó de la incondicional confianza del Cardenal, aunque él pidió ser liberados de sus obligaciones al cabo de unos pocos años. Su condado y su familia sufrieron de su prolongada ausencia y en 1524, insistió en ser liberado de sus obligaciones. Desde esa fecha, solo proporcionó consejo desde su casa.
Aparte de su servicio al Cardenal Alberto, Bodo también actuó como consejero de los emperadores Maximiliano I y Carlos V, quienes le agradecieron con especiales ceremonias en 1518 y 1521, respectivamente. En 1521, Carlos V le propuso como miembro del segundo Gobierno Imperial en Núremberg, pero Bodo declinó la oferta.

## Matrimonio e hijos
Bodo contrajo matrimonio el 24 de agosto de 1500 en Königstein con Ana, la hermana de Everardo IV, quien era el último Señor de Eppstein y desde 1505 Conde de Königstein. Después de que Everardo muriera sin hijos en 1535, Königstein, incluyendo Eppstein, fue heredado por los hijos de Bodo, Luis (m. 1574) y Cristóbal (m. 1581).
Bodo y Ana tuvieron muchos hijos:
- Wolfgang (1 de octubre de 1500 - 8 de marzo de 1552), desposó a Dorotea de Regenstein-Blankenburg y a Genoveva de Wied.
- Bodo (1502 - después de 2 de mayo de 1503)
- Ana (28 de enero de 1504 - 4 de marzo de 1574), la 28ª Abadesa de la Abadía Imperial de Quedlinburg.
- Luis (12 de enero de 1505 - 1 de septiembre de 1574), Conde de Stolberg-Wernigeorde, desposó a Walpurga Johanna de Wied-Runkel.
- Juliana (15 de febrero de 1506 - 18 de junio de 1580), desposó al Conde Felipe II de Hanau-Münzenberg y a Guillermo I de Nassau-Dillenburg, es considerada la matriarca de la Casa de Orange-Nassau.
- María (8 de diciembre de 1507 - 6 de enero de 1571), desposó al Conde Kuno II de Leiningen-Westerburg.
- Enrique (2 de enero de 1509 - 12 de noviembre de 1572), Conde de Stolberg-Wernigerode, desposó a Isabel de Gleichen-Rembda.
- Felipe (24 de mayo de 1510 - después de 21 de septiembre de 1531)
- Magdalena (6 de noviembre de 1511 - 19 de noviembre de 1546), desposó al Conde Ulrico IX de Regenstein-Blankenburg
- Everardo (1513 - 21 de abril de 1526).
- Catalina (24 de octubre de 1514 - 18 de junio de 1577), desposó al Conde Alberto de Henneberg.
- Alberto (2 de marzo de 1516 - 4 de julio de 1587), Conde de Stolberg-Schwarza
- Cristóbal (10 de enero de 1524 - 8 de agosto de 1581), Conde de Stolberg-Gedern